# Ansar-e Hezbollah
Ansar-e Hezbollah (in lingua persiana: انصار حزب‌الله) è una organizzazione politica conservatrice iraniana. La maggior parte dei membri di Ansar e Hezbollah sono membri delle milizie Basij o veterani della Guerra Iran-Iraq. Si pensa che sia finanziato e protetto da molti alti funzionari del governo. Viene spesso qualificato come un gruppo di vigilantes.

## Storia

### Proteste post-elettorali in Iran del 2009-2010
Il 18 giugno 2009 il Los Angeles Times ha riportato che: "i miliziani di Ansar-e Hezbollah hanno dichiarato che avrebbero pattugliato le strade per mantenere la legge e l'ordine."